# Vilma Bardauskienė
Vilma Bardauskienė (Geburtsname Vilhelmina Augustinavičiūtė; * 15. Juni 1953 in Pakruojis) ist eine ehemalige litauische Weitspringerin, die für die Sowjetunion antrat. 
Unter ihrem Geburtsnamen belegte sie bei den sowjetischen Meisterschaften 1970 den vierten Platz mit 6,13 Meter. 1972 wurde sie Sechste mit 6,06 Meter. 1977 trat sie als Vilma Bardauskienė an und belegte mit 6,28 Meter den dritten Platz.
Bei den Halleneuropameisterschaften 1978 in Mailand wurde sie mit 6,15 Meter Neunte. Im Sommer 1978 gewann sie mit 6,82 Meter die sowjetische Meisterschaft. Am 18. August 1978 sprang sie in Chișinău mit 7,07 Meter neuen Weltrekord und verbesserte den alten Weltrekord von Sigrun Siegl aus der DDR um acht Zentimeter. Damit war Bardauskienė die erste Frau, die über sieben Meter sprang.
Mit ihrem Weltrekord war sie natürlich auch Favoritin bei den Europameisterschaften 1978 in Prag. In der Qualifikation am 29. August 1978 verbesserte sie ihren Weltrekord um zwei Zentimeter auf 7,09 Meter. Im Finale sprang sie 6,88 Meter und gewann den Titel vor Angela Voigt aus der DDR mit 6,79 Meter.
Bei der sowjetischen Meisterschaft 1979 wurde Bardauskienė mit 6,29 Meter noch einmal Fünfte. Ihr Weltrekord hatte bis 1982 Bestand, als die Rumänin Anişoara Cuşmir 7,15 Meter sprang.
Bei einer Körpergröße von 1,72 m betrug ihr Wettkampfgewicht 61 kg.